# Vladimir Michajlovič Petljakov
Vladimír Michajlovič Petljakov (rusky Владимир Михайлович Петляков; 15. červnajul./ 27. června 1891greg. 1891, Sambeck – 12. ledna 1942) byl sovětský letecký konstruktér.
V letech 1921–1936 spolupracoval s Andrejem Nikolajevičem Tupolevem s nímž, mimo jiné, zkonstruoval sovětské letouny TB-1, TB-3 nebo ANT-20. Mezi jeho nejznámější konstrukční práce patřily bombardovací letouny Pe-2 a Pe-8, které sloužily Rudé armádě v době 2. světové války na východní frontě. V teoretické oblasti pak vypracoval teorii pevnosti celokovových konstrukcí letadel.
Zahynul tragicky v době Velké vlastenecké války při havárii dopravního letounu Li-2.